# Мильтюш (село)
Мильтюш — упразднённое село в Искитимском районе Новосибирской области. На момент упразднения входило в состав Сосновского сельсовета. Исключено из учётных данных в 1957 году.

## География
Село располагалось на правом берегу реки Обь в месте впадения в нее реки Мильтюш, в 3 км (по-прямой) к юго-западу от села Сосновка.

## История
Село Мильтюш относилось к одним из первых русских поселений в Сибири. В 1928 году состояло из 298 хозяйств. В административном отношении являлось центром Мильтюшского сельсовета Бердского района Новосибирского округа Сибирского края. В селе располагались школа 1-й ступени.
В 1953 году в связи со строительством Новосибирского водохранилища и попаданием села в зону затопления был начат процесс по переселения жителей в село Сосновка. В том же году Мильтюшский сельсовет был объединен с Верх-Ельцовским сельсоветами в Сосновский сельсовет. В 1957 году село была затоплено водами Новосибирского водохранилища.
Село снято с учёта 21.03.1957 года.

## Население
По переписи 1926 г. в селе проживало 1286 человек (605 мужчин и 681 женщина), основное население — русские.